# Pandanus ala-kai
Pandanus ala-kai är en enhjärtbladig växtart som beskrevs av Ugolino Martelli. Pandanus ala-kai ingår i släktet Pandanus och familjen Pandanaceae. Inga underarter finns listade.